# Culex pseudostigmatosoma
Culex pseudostigmatosoma är en tvåvingeart som beskrevs av Strickman 1989. Culex pseudostigmatosoma ingår i släktet Culex och familjen stickmyggor.
Artens utbredningsområde är Honduras. Inga underarter finns listade i Catalogue of Life.